# Johann Rudolf Glauber
Johann Rudolf Glauber (n. 10 martie 1604, Karlstadt, Karlstadt⁠(d), Germania – d. 16 martie 1670, Amsterdam, Comitatul Olanda, Provinciile Unite) a fost un alchimist, farmacist și chimist german. Unii istorici ai științei l-au descris ca fiind unul dintre primii ingineri chimiști. Pentru că a descoperit sulfatul de sodiu în 1625, compusul a fost denumit ulterior „sarea lui Glauber” în onoarea sa.
Descoperiri semnificative în domeniul chimiei au fost descrise de Glauber în lucrarea sa în cinci volume Furni novi philosophici, publicată la Amsterdam între 1648 și 1650.
Totuși, procedeele importante pe care le dezvoltase le-a păstrat secrete și le-a vândut altor utilizatori doar în schimbul unei remunerații.
Glauber a produs acid sulfuric (probabil cu o concentrație de aproximativ 78%) și acid sulfuros din sulfat de fier, sulfat de zinc, alaun și cărbune încins prin distilare uscată fracționată. Acidul sulfuric, greu de distilat, putea fi separat de acidul sulfuros volatil, care trecea sub formă de dioxid de sulf și apă (Spiritus volatilis vitrioli). El a recunoscut similitudinea substanțelor distilate, care la acea vreme nu erau complet înțelese.seilnacht.com
Prin arderea sulfului în aer, Glauber a obținut în principal dioxid de sulf, care a fost identificat ca un gaz abia în 1775 de către Joseph Priestley, pe baza masei sale moleculare.
Acidul clorhidric (Spiritus Salis) a fost produs pentru prima dată în cantități mari de către Glauber. El l-a obținut (probabil cu o concentrație de aproximativ 25%) din sare de bucătărie sau dintr-un amestec de sare de bucătărie și alaun, prin încălzire intensă cu cărbune încins. Glauber a reușit, de asemenea, să producă clorură de hidrogen și acid clorhidric fumegant, acesta din urmă fiind denumit până în secolul al XIX-lea Spiritus salis fumans Glauberi.SpringerLink+5chf.de+5seilnacht.com+5
Glauber a descoperit și o metodă îmbunătățită de producere a acidului azotic concentrat, pornind de la acid sulfuric concentrat și azotat de potasiu (salpetru). El a descris proporțiile în greutate (2 părți salpetru la 1 parte oleum) ale celor două substanțe, obținând un randament foarte ridicat.
În jurul anului 1625, el a sintetizat sulfat de sodiu (numit ulterior "sarea lui Glauber") din clorură de sodiu (sare de bucătărie) și acid sulfuric. Glauber a numit această sare Sal mirabilis și Mirabili, cunoscând utilizarea sa ca laxativ. Astăzi, sulfatul de sodiu este utilizat ca agent de umplere în detergenți, în producția de hârtie și celuloză, în fabricarea sticlei, precum și în producția de ultramarin și sulfură de sodiu. Sulfatul de sodiu anhidru este folosit în laborator pentru uscarea solvenților organici.
El a produs, de asemenea, sulfat de amoniu, sulfat de fier, sulfat de cupru, azotat de amoniu, clorură de fier, clorură de aur, clorură de zinc, clorură de staniu, clorură de cupru și clorură de arsen din metale și acizii corespunzători. În opinia sa, sărurile erau compuse dintr-o parte acidă și una alcalină, iar el a clasificat metalele în funcție de comportamentul lor în acizii minerali. Glauber a fost primul care a dezvoltat ideea că reactivitatea chimică depinde de afinitățile chimice.
În chimia organică, el a studiat procesele de fermentație, din care a obținut o parte semnificativă a veniturilor sale. A izolat glucoza din miere, stafide și must și a obținut oțet din lemn. Prin acțiunea acidului sulfuric sau azotic asupra plantelor, Glauber a reușit probabil pentru prima dată să obțină alcaloizi (morfina, brucina, stricnina), pe care i-a izolat sub formă de pulbere albă. La acea vreme, elementele chimice și analiza elementară nu erau cunoscute, astfel încât doar descrierile experimentale ale lui Glauber oferă indicii despre aceste substanțe. Descoperirea naturii alcaloizilor și prima lor izolare (în cazul morfinei) sunt atribuite în general lui Friedrich Sertürner la începutul secolului al XIX-lea.
Prin distilarea fracționată a sărurilor acidului acetic, Glauber a obținut probabil acetonă (din acetat de zinc) și acroleină. Din distilarea cărbunelui a obținut posibil benzen și fenol. Pentru ultima substanță, el a menționat un efect antiseptic.
Glauber a reușit sinteza diferitelor cloruri metalice, de exemplu triclurura de antimoniu, tetraclorura de staniu, clorura de zinc și clorura de arsen(III). El cunoștea gazul de clor, pe care îl obținea din piroluzit și acid clorhidric, precum și gazul clorhidric (din sare de masă și cărbune incandescent și clorat de potasiu). De asemenea, în 1646, a descoperit și descris o „grădină chimică”. În acest prim experiment, a introdus cristale de clorură ferosă (FeCl₂) într-o soluție de silicat de potasiu (K₂SiO₃, cunoscută ca sticlă solubilă). Cunoștea compoziția sărurilor de amoniu (salmiac) obținute din amoniac și acid clorhidric și știa că clorura de argint este solubilă în acestea.
Scrierile științifice ale lui Glauber (a scris aproximativ 40 de cărți), precum și producerea de produse chimice și farmaceutice i-au adus un mare succes financiar și o reputație profesională considerabilă. Într-una dintre cărțile sale, el a descris modalități de redresare economică pentru Germania distrusă de Războiul de Treizeci de Ani („Des Teutschlands Wohlfarth”, Amsterdam 1656), inclusiv prin intermediul chimiei. Glauber a dezvoltat noi cuptoare îmbunătățite și instalații de distilare mai eficiente, agitatoare, pâlnii din sticlă și dopuri din sticlă șlefuite pentru acizi, vase de separare pentru separarea lichidelor și închizători (din mercur) pentru substanțe foarte volatile. Astfel, el a avut o contribuție importantă la dezvoltarea echipamentelor de laborator chimic, iar cărțile sale au răspândit aceste cunoștințe.
Glauber este considerat și primul „chimist industrial” și primul chimist care a putut trăi din profesia sa. A lucrat, printre altele, la fabricarea oglinzilor, a sticlei colorate, a explozivilor, a mordantului pentru vopsitorii, a îngrășămintelor, a extractului de malț și la producerea de oțet, vin și bere.
Producția de medicamente a fost un punct central al activității sale. Ca farmacist, a fost un susținător al iatrochimiei sau spagiriei, în tradiția lui Paracelsus; totuși, nu a respins nici farmacia tradițională asociată cu numele lui Galenus. În disputa dintre cele două școli, a ocupat astfel o poziție de mijloc, fiind contestat de ambele tabere.

### Scrieri (selecție)
- Des Teutschlands Wohlfahrt (lucrarea principală), 6 vol., 1656–1661
- Operis mineralis Oder Vieler künstlichen und nutzlichen metallischen Arbeiten Beschreibung, 3 vol., 1651–1652
- Opera omnia (opere complete), 7 părți, 1669
- De Auri Tinctura sive Auro Potabili Vero (1646) – despre aurul potabil adevărat și cum poate fi recunoscut
- Furni Novi Philosophici Oder Beschreibung einer New-erfundenen Distilir-Kunst, 2 părți, 1646–1647
- Miraculum Mundi – despre așa-numitul Menstruum Universale sau Mercurius Philosophorum, 7 părți, 1653–1658
- Apologia împotriva lui Christoff Farner, 2 părți, 1655
- Zweyte Apologia – a doua apărare împotriva calomniilor lui Farner, 1656
- Tractatus De Medicina Universali, Sive Auro Potabili Vero, 2 părți, 1657
- Opera Chymica, 2 vol., 1658–1659
- Tractatus de natura salium, 2 părți, 1658–1659
- Tractatus de signatura salium, metallorum, et planetarum, 1658
- Opera chymica (ediția 1703 – versiune revizuită și extinsă), 2 vol., 1658–1659
- Explicatio oder Außlegung über die Wohrten Salomonis, 2 părți, 1663–1664
- Libellus dialogorum, 1663
- Novum lumen chimicum, 1664
- Von den dreyen Anfangen der Metallen, 1666
- Tractatus de tribus principiis metallorum, 1667
- Glauberus Concentratus Oder Laboratorium Glauberianum, 1668
- De Elia artista, 1667
- De tribus lapidibus ignium secretorum, 1667
- De lapide animali, 1669
- Libellus ignium, 1663

### Literatură (selecție)
- Helmut Gebelein, Rainer Werthmann, Stephanie Nomayo: Johann Rudolph Glauber: Alchemistische Denkweise, Neue Forschungsergebnisse Und Spuren in Kitzingen, 2011
- Albert Ladenburg: articol despre Glauber în Allgemeine Deutsche Biographie, vol. 9, 1879
- Kurt F. Gugel: Johann Rudolph Glauber, Leben und Werk, Würzburg 1955
- Erich Pietsch: articol în Neue Deutsche Biographie, vol. 6, 1964
- Erich Pietsch: Johann Rudolph Glauber, der Mensch, sein Werk und seine Zeit, Deutsches Museum, 1956
- Paul Walden: capitol despre Glauber în Das Buch der großen Chemiker, vol. I, 1974
- Ernst F. Schwenk: Sal mirabilis Glauberi în Sternstunden der frühen Chemie, 2000
- Heinz Eschnauer, Georg Schwedt: Historisches Weinbuch von Johann Rudolph Glauber anno 1645, 2006
- Georg Lockemann: Geschichte der Chemie, vol. 1, 1950
- Wolf-Dieter Müller-Jahncke: articol în Alchemie. Lexikon einer hermetischen Wissenschaft, 1998
- Theophil Gerber: biografie în Persönlichkeiten aus Land- und Forstwirtschaft..., ediția a 4-a, 2014
- Gerhard Dünnhaupt: Johann Rudolph Glauber, în Personalbibliographien zu den Drucken des Barock, vol. 3, 1991